# Stjepan Gaži
Stjepan Gaži  (Stephan Gazi) (Peteranec kraj Koprivnice, 9. kolovoza 1914. − Spearfish, Južna Dakota, SAD, 14. rujna 1978.), hrvatski povjesničar i političar, politički emigrant

## Životopis
Rodio se je u Peterancu kod Koprivnice. Studij prava završio u Zagrebu 1939. Kao stipendist ministarstva vanjskih poslova Kraljevine Jugoslavije otišao u Ženevu 1940. radi pripremanja za diplomatsku službu, a 1942. neko vrijeme na dužnosti u veleposlanstvu u Bernu. 
U Švicarskoj je bio kao pouzdanik dr. Krnjevića dio male hrvatske kolonije koju su tvorili članovi Stalnog trgovačkog izaslanstva NDH u Zürichu: Joža Milković, D. Petri, dr. Mikšić, Josip Cabas, izvjestitelj agencije „Velebit“ Janešković, Ivan Meštrović, Petar Digović, David Karlović, dr. Aleksander Licht, dr. Peroslav Čikara Paskijević, Ivan Prpić, V. Kovačević, dr. Marko Tarle, Vlaho Raič, Šime Pelicarić i Meneghello Dinčić. Odlučio je biti u hrvatskoj političkoj emigraciji. 
Iz Švicarske je otišao u Argentinu 1948., potom u Kanadu, gdje je uređivao Hrvatski glas, glasilo HSS-a (Windsor i Winnipeg), a na poziv Vladka Mačeka 1955. prešao u SAD. Predavač povijesti na Sveučilištu Georgetownu u Washingtonu 1961-–62. Doktorirao 1962. i postao profesor moderne povijesti na Black Hills State College u Spearfishu u Južnoj Dakoti. Glavno djelo: Povijest Hrvatske (A History of Croatia, 1973).